# Bixad (Satu Mare)
Bixad (ungarisch Bikszád) ist eine Gemeinde im Kreis Satu Mare in Rumänien.

## Geographie
Bixad liegt im Nordwesten Rumäniens an der Bahnstrecke Satu Mare–Bixad, 8 Kilometer nördlich von Negrești-Oaș. Die Entfernung zur Kreishauptstadt Satu Mare (Sathmar) beträgt etwa 55 Kilometer.
Die Gemeinde Bixad gliedert sich in folgende Ortschaften:
- Bixad (Gemeindezentrum)
- Boinești
- Trip

## Politik
Der Lokalrat in Bixad besteht aus 15 Räten und setzt sich zurzeit aus acht Mitgliedern der Nationalliberalen Partei, vier Mitgliedern der Sozialdemokratischen Partei und drei Mitgliedern der Partidul Mișcarea Populară zusammen.

## Sehenswürdigkeiten

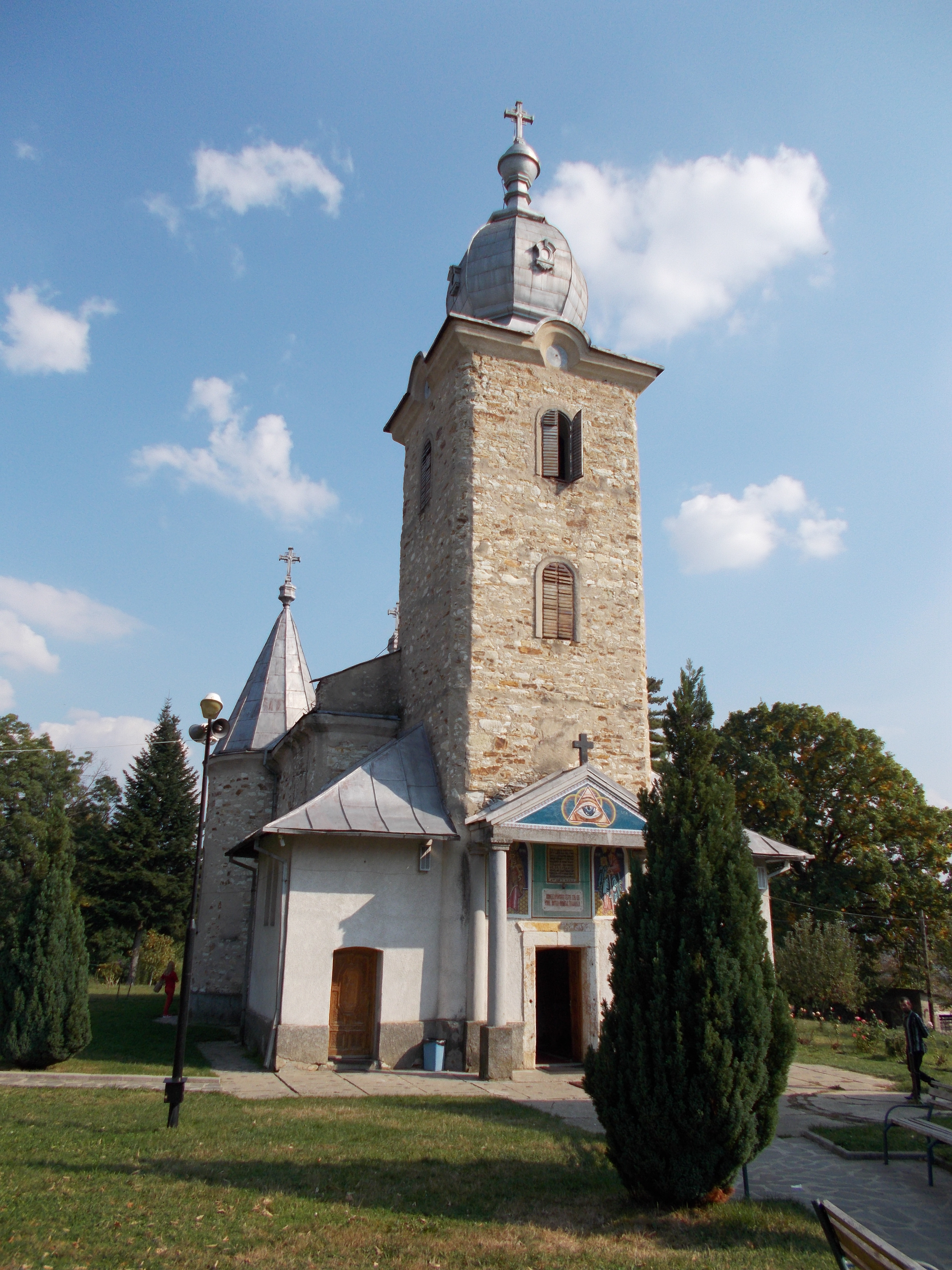
Kloster Bixad

- Kloster Bixad (17.–19. Jahrhundert)